# 袁說友
袁說友（1140年—1204年），字起岩，号东塘居士，建安（今建瓯）人，南宋政治人物。
绍兴十年（1140年）出生，流寓湖州。南宋隆興元年（1163年）癸末科木待問榜进士，调溧阳簿。淳熙四年（1177年），兼权左司郎官，知临安府，歷官太府少卿、户部侍郎、文安阁学士。累官吏部尚书。嘉泰二年（1202年）以吏部尚书进同知枢密院，嘉泰三年（1203年），拜参知政事（副宰相）。嘉泰四年（1204年），卒于湖州德清。有《东塘集》二十卷。